# Stronnictwo Ludowo-Chrześcijańskie
Stronnictwo Ludowo-Chrześcijańskie – polska centroprawicowa partia polityczna działająca w pierwszej połowie lat 90., początkowo jako Polskie Stronnictwo Ludowe „Solidarność”.

## Historia
Jesienią 1989 z inicjatywy senatora Józefa Ślisza podjęto próbę powołania partii ludowej na bazie NSZZ Rolników Indywidualnych „Solidarność”. Ugrupowanie przyjęło nazwę PSL „Solidarność”, w ramach Obywatelskiego Klubu Parlamentarnego powstało kilkunastoosobowe koło. Kongres założycielski ugrupowania odbył się w dniach 15–16 lutego 1991, a 5 kwietnia tego samego roku partia została zarejestrowana. Prezesem PSL „Solidarność” był Józef Ślisz, a wiceprezesami Ireneusz Niewiarowski i Kazimierz Rostek. Partia wydawała dwutygodnik „Porozumienie Ludowe”.
Przed wyborami parlamentarnymi w 1991 partia weszła w skład Porozumienia Ludowego. W tym samym roku zasilił ją związany dotąd z UD Artur Balazs. Stronnictwo uzyskało 10 mandatów poselskich w Sejmie I kadencji i dwa w Senacie II kadencji.
Partia wsparła rząd Jana Olszewskiego powstały w tym samym roku. W 1992 dokonano zmiany nazwy na Stronnictwo Ludowo-Chrześcijańskie, a kierownictwo objął Artur Balazs, pozostając na czele SLCh do końca jego istnienia. Stronnictwo weszło w skład nowej koalicji wspierającej rząd Hanny Suchockiej (poseł ludowców Andrzej Wojtyła został ministrem zdrowia), a jego parlamentarzyści współtworzyli klub Konwencja Polska.
W wyborach parlamentarnych w 1993 SLCh weszło w skład koalicji „Ojczyzna”, która jednak nie przekroczyła progu wyborczego. W 1994 wraz z Partią Chrześcijańskich Demokratów, Partią Konserwatywną, Unią Polityki Realnej i Stronnictwem Narodowo-Demokratycznym stworzyło krótko istniejące Porozumienie 11 Listopada. W wyborach prezydenckich w 1995 ostatecznie poparło kandydaturę Hanny Gronkiewicz-Waltz, a w drugiej turze Lecha Wałęsy.
W styczniu 1997 ugrupowanie rozwiązało się i wraz z Partią Konserwatywną oraz częścią działaczy Unii Wolności weszło w skład nowo utworzonego Stronnictwa Konserwatywno-Ludowego.